# Стшебуля
Стшебуля (пол. Strzebula) — село в Польщі, у гміні Якубув Мінського повіту Мазовецького воєводства.
Населення — 65 осіб (2011).
У 1975-1998 роках село належало до Седлецького воєводства.

## Демографія
Демографічна структура станом на 31 березня 2011 року:
|          | Загалом | Допрацездатний вік | Працездатний вік | Постпрацездатний вік |
| -------- | ------- | ------------------ | ---------------- | -------------------- |
| Чоловіки | 36      | 10                 | 20               | 6                    |
| Жінки    | 29      | 6                  | 13               | 10                   |
| Разом    | 65      | 16                 | 33               | 16                   |